# Inseminering
Inseminering sker når sperm indføres i livmoderen på et hunkønspattedyr eller i ovidukten på et æglæggende dyr under kopulering med et andet dyr.
Kunstig inseminering er når det gøres på anden måde end ved kopulering.